# Гант (Нью-Йорк)
Гант (англ. Hunt) — переписна місцевість (CDP) в США, в окрузі Лівінгстон штату Нью-Йорк. Населення — 62 особи (2020).

## Географія
Гант розташований за координатами 42°32′51″ пн. ш. 77°59′28″ зх. д. / 42.54750° пн. ш. 77.99111° зх. д. (42.547566, -77.991204).  За даними Бюро перепису населення США в 2010 році переписна місцевість мала площу 0,31 км², уся площа — суходіл.

## Демографія
Згідно з переписом 2010 року, у переписній місцевості мешкало 78 осіб у 30 домогосподарствах у складі 24 родин. Густота населення становила 253 особи/км².  Було 33 помешкання (107/км²).
Расовий склад населення:
| - 94,9 % — білих - 3,8 % — чорних або афроамериканців |

До двох чи більше рас належало 1,3 %. Частка іспаномовних становила 2,6 % від усіх жителів.
За віковим діапазоном населення розподілялося таким чином: 29,5 % — особи молодші 18 років, 52,6 % — особи у віці 18—64 років, 17,9 % — особи у віці 65 років та старші. Медіана віку мешканця становила 42,7 року. На 100 осіб жіночої статі у переписній місцевості припадало 85,7 чоловіків;  на 100 жінок у віці від 18 років та старших — 77,4 чоловіків також старших 18 років.
Середній дохід на одне домашнє господарство  становив 39 713 долари США (медіана — 36 667), а середній дохід на одну сім'ю — 44 727 доларів (медіана — 42 813). За межею бідності перебувало 11,4 % осіб, у тому числі 0,0 % дітей у віці до 18 років та 11,1 % осіб у віці 65 років та старших.
Цивільне працевлаштоване населення становило 13 осіб. Основні галузі зайнятості: транспорт — 46,2 %, оптова торгівля — 23,1 %, освіта, охорона здоров'я та соціальна допомога — 15,4 %, сільське господарство, лісництво, риболовля — 15,4 %.